# Gasparo da Salò
Gasparo di Bertolotti, connu sous le nom Gasparo da Salò (né le 20 mai 1542 à Salò et mort le 14 avril 1609) est un luthier et un musicien italien de la Renaissance. Il fut l'un des premiers fabricants de violon et un virtuose de la contrebasse. Environ 80 de ses instruments subsistent : violons (certains aux dimensions des violons actuels alors que le modèle n'était pas encore fixé, et d'autres violons plus petits), contrebasses, altos, violes de gambe avec ou sans pointe, viole da brazzo « con una sola coppia di punte », lira da braccio, lirone, etc.

## Biographie
Gasparo di Bertolotti est né à Salò, sur le lac de Garde, dans une famille aux activités en relation avec le monde juridique, artistique, musical ou artisanal. En effet le grand-père Santino, propriétaire de troupeaux et probablement fabricant de cordes en boyau pour les instruments de musique, avait déménagé de Polpenazze à Salò, principale ville sur les bords du lac de Garde, sans doute attiré par les perspectives meilleures qu'offrait alors Salò, dont la vie artistique était très active. Salò était alors la capitale de la Riviera di Salò (it), qui était très riche et dynamique en tant que fille préférée de la Sérénissime République de Venise. Gasparo était le fils et le neveu de deux musiciens accomplis, Francesco et Agostino, qui ont été violonistes et compositeurs de haut niveau professionnel, suffisamment spécialisés pour être mentionnés, dans les documents anciens conservés, sous le nom de I violì, ou, pour éviter toute ambiguïté, sous la forme complète de ce nom, les Violini.
Agostino, l'oncle de Gasparo, outre ses expertises et ses estimations des instruments de musique, a été le premier maître de chapelle de Salò et son fils Bernardino, le cousin de Gasparo, était un musicien virtuose (violoniste et tromboniste), qui a travaillé d'abord à Ferrare à la cour de la puissante famille d'Este où il a rencontré Luzzasco Luzzaschi, puis à Mantoue pour Vincenzo Gonzaga Ier, où il a côtoyé Monteverdi, et enfin à Rome comme « musicien de sa sainteté le pape au château Saint-Ange ». Il a publié au moins trois recueils de madrigaux et un de messes, tous à Venise aux prestigieuses éditions musicales de Ricciardo Amadino.
L'éducation musicale et la formation à la lutherie de Gasparo, certainement de haut niveau étant donné les précédents, a eu lieu dans sa famille. Elle répondait aux demandes toujours plus exigeantes formulées par les joueurs de lyres et violes, originaires Salo, faisant partie de l'orchestre de la basilique Saint-Marc à Venise ainsi que par les violonistes de Brescia actifs à Venise et dans les cours européennes depuis les années 1540 jusqu'à la fin du siècle. Son éducation approfondie dans la technique musicale, réalisée au sein de sa famille musicienne, est attestée dans un document trouvé à Bergame concernant la musique à San Maria Maggiore datée 1604, dans lequel Gasparo est cité comme un joueur très talentueux de contrebasse.
Quand son père mourut, vers 1562, Gasparo déménagea à Brescia. Il semble que Gasparo ait immédiatement loué une maison et une boutique installées au centre d'un quartier névralgique pour la vie musicale très riche, la Contrada dite des Antegnati, connue pour la présence de cette célèbre dynastie de facteurs d'orgues et d'autres instrumentistes qualifiés, dans la Quadra Seconda di S. Giovanni en face du Palazzo Vecchio del Podestà (aujourd'hui Via Cairoli). De la capacité qu'il eut presque aussitôt de louer une maison avec une boutique dans ce quartier prisé, et compte tenu de la faible possibilité d'un héritage considérable, vu sa fratrie manifestement fort nombreuse, nous pouvons supposer que Gasparo jouissait déjà d'un certain succès et d'une bonne réputation dans son activité de luthier. Son travail a connu un succès suffisant pour lui permettre de se marier avec Isabetta Cassetti, la fille d'un artisan potier et verrier trois ans plus tard. Pendant ce temps, Gasparo cultivait une relation avec Girolamo Virchi, l'un des plus éminents artistes-artisans de la ville, cité dans un document 1563 comme « maître des instruments de musique ». En 1565, Virchi devint le parrain de Francesco, fils de Gasparo, le premier des six autres, trois fils appelés Marcantonio, dont deux moururent en bas âge, et trois filles.
En outre, dans ce quartier vivaient deux organistes très célèbres de la cathédrale de Brescia, Fiorenzo Mascara et son successeur Costanzo Antegnati, et un joueur de violon renommé, Giuseppe Biagini. Comme beaucoup d'autres multi-instrumentistes à Brescia, Mascara était aussi un excellent joueur de viole de gambe. Les groupes de musiciens de Brescia étaient connus dans presque toute l'Europe et sur la place de Venise. Ces groupes comprenaient de quatre à six instrumentistes qui jouaient généralement sur des instruments à vent et ce qui était nouveau, sur des instruments à archets dont des viole da brazzo et des violons. Cela leur a permis d'être en mesure de demander des salaires qui presque deux fois supérieurs à la norme, comme en témoignent les contrats vénitiens des années 1570. Les rapports d'amitié avec les Antegnati et avec Girolamo Virchi ont ouvert de nouveaux horizons en matière de son à Gasparo ce qui se traduisait sur le plan de la lutherie. De plus on trouvait à Brescia, non seulement la plus ancienne dynastie de lutherie connue jusqu'ici, celle des Micheli: Zanetto et Pellegrino, mais aussi de la tradition issue de la Renaissance des instruments à archet la plus florissante du monde entier.
En 1568, une évaluation des biens de Gasparo (Polizza d'Estimo) témoigne d'une entreprise florissante, qui continuera à croître de manière significative. En 1575, il achète une maison dans le quartier Cossere, son siège historique, ainsi que par la suite de nombreux autres biens. Son atelier est rapidement devenu l'un des plus importants en Europe dans la seconde moitié du XVIe siècle pour la production de tout type d'instrument à archet de l'époque. Il a cinq élèves : son fils aîné Francesco, le Français Alessandro de Marsiliis (originaire de Marseille), Giovanni Paolo Maggini, Giacomo Lafranchini et un certain Battista. Les exportations atteignent Rome, Venise et la France, ainsi qu'il ressort de l'évaluation des biens (Polizza) de 1588 et d'autres documents, et il faisait venir des cordes de Rome et du bois de Venise. L'entreprise lui a permis d'acheter encore de vastes terres sur le territoire de Calvagese, avec des maisons de maître et des fermes attachées. Gasparo, humainement, se révèle aussi attentif et sensible. Après avoir fourni à sa sœur Ludovica de l'argent pour vivre et lui avoir constitué une dot, il est devenu tuteur des trois enfants de son beau-frère, Rocco Cassetti, probablement mort, avec sa femme, de la peste en 1577.
Gasparo est mort le 14 avril 1609. L'acte de décès bref, mais très significatif dit : « Messer Gasparo di Bertolotti maestro di violini è morto & sepolto in Santo Joseffo ». L'emplacement exact où ses restes reposent parmi les tombes du panthéon musical de Brescia, en compagnie de Costanzo Antegnati, Don Cesare Bolognini et Benedetto Marcello, n'est pas connu. Une de ses célèbres contrebasses, dont la rapidité de réponse se rapproche de celle d'un violon, est conservée aujourd'hui dans la basilique Saint-Marc à Venise ; une deuxième, exceptionnellement rare, un exemplaire unique au monde, car il conserve encore la tête d'origine, avec les six trous pour les chevilles d'une basse de viole, découverte par le maître Luigi Ottaviani dans les entrepôts, se trouve au Museo degli Strumenti Musicali de Rome. Une troisième, utilisée pendant des décennies par Leonardo Colonna, bassiste de la Scala, a été achetée par la famille Biondo de Salò et prêtée à la ville de Salo pour ses manifestations musicales. Elle devrait être l'une des pièces les plus précieuses du futur Musée de la Ville de Salò. Une autre contrebasse est conservée en dépôt au musée royal de l'Ontario à Toronto, au Canada, dans le cadre d'une collection donnée par RS Williams.

## Vie artistique
On peut se demander si Gasparo da Salò ou d'autres comme Gasparo Duiffopruggar ou Andrea Amati ont été les premiers à produire le violon dans sa forme moderne ; Gasparo a certainement développé un instrument de caractère moderne, très puissant en son (les violons à l'époque devaient jouer mélangés à des cornets et des trombones en plein air pendant les processions) et très rapide en réponse. Il semble que les modèles de Gasparo aient été ensuite étudiés par Stradivarius entre 1690 et 1700 pour le type de violon appelé « Stradivarius long », l'un des modèles les plus distingués et recherchés du maître. Il y a des raisons de croire que c'était en fait les instruments de Brescia les plus populaires et recherchés dans toute l'Europe à la Renaissance, car ils étaient plus demandés dans les cours de musique élevée que ceux de Crémone jusqu'en 1630, quand la peste a tué les maîtres de Brescia les plus connus, après quoi Crémone est devenue le centre de la profession de luthier.
Bien que les maîtres de Brescia aient disparu lors de la peste, leur production prolifique et très réussie d'instruments a survécu, comme l'indique clairement une lettre de Fulgenzio Micanzio à Galilée datée de 1636 : « les instruments de Brescia sont faciles à acheter… » et un autre document indique « parce qu'on peut en trouver dans tous les coins… ». Il est également intéressant de noter que le mot violino apparaît dans les documents d'archives de Brescia au moins dès 1530, et pas à Crémone avant une cinquantaine d'années plus tard. Certains des violons de Brescia étaient merveilleusement décorés, tandis que d'autres ont des caractéristiques de finition grossières, mais presque tous les exemples survivants sont connus pour leur beauté de son et leur puissance.
Gasparo a construit lui-même de nombreux violons dont les dimensions sont identiques à celles des violons modernes, à une époque où les tailles précises de la famille d'instruments du violon n'étaient pas encore normalisées. Il a aussi produit un petit nombre d'instruments construits sur un modèle plus petit. En plus des violons, il construisit des altos de différentes tailles, des petits aux très grands (39 cm à 44,5 cm, aussi bien alto que ténor, à leur tour grands ou petits en taille, parfois avec seulement deux coins), des violes de gambe, des violoncelles, des violones, et probablement des lyres et des lironi.
Dans les documents qui nous sont parvenus, Gasparo est dénommé maestro di violini (« maître de violons ») dès 1568. Ce titre était donné à des luthiers et était clairement distinct dans les documents d'époque du titre de sonadore de violini (« joueur de violon »). Le titre de maestro di violini semble avoir été en usage depuis au moins 1558 à Brescia, et est d'abord attribué aux maîtres luthiers Guglielmo Frigiadi et Francesco Inverardi avant l'arrivée de Gasparo, qui à cette époque était encore à Salò. Nous savons relativement peu de choses du principal rival de Gasparo quant à l'honneur d'avoir créé le premier violon moderne, Andrea Amati. En effet les documents concernant le violon d'Amati sont beaucoup moins nombreux que pour Gasparo. Onze documents sont connus concernant Amati, à comparer à un peu moins d'une centaine pour Gasparo. Sur les onze, un seul mentionne clairement l'œuvre d'Amati, et il est relativement tardif, datant de 1576, huit ans après le document précédemment indiqué, et dit simplement : l'arte sua è de far strumenti da sonar (« son art est de fabriquer des instruments à jouer »). Il est remarquable que soit absente toute mention du fameux violon Amati, qui semble avoir été fabriqué à partir du début des années 1560, et apparemment avec grand succès.
À partir de 1581, et jusqu'en 1588, aux diverses références écrites sur Gasparo en tant que maître luthier il s'ajoute de plus différents titres latins comme artefici (ou artifex) instrumentorum musicorum (« fabricant d'instruments de musique ») et le titre italien artefice d'istrumenti musici (même sens) ou instrumenti de musicha (instruments de musique), afin de souligner sa maîtrise de toutes sortes d'instruments. En 1585, il a repris l'utilisation de l'ancien titre traditionnel de « maître des violons », qui continuera à être sa spécialité de 1591 à sa mort, à l'exception d'une brève période en février et mars 1597 où il est désigné comme magister a citharis, du nom d'un instrument particulier et recherché connu sous le nom de cetera.
Environ quatre-vingts instruments de Gasparo da Salò sont arrivés jusqu'à nos jours. À côté des chefs-d'œuvre de Stradivarius, des Guarneri, des Amati, de Jacob Stainer et de son élève Giovanni Paolo Maggini, ils représentent par leurs caractéristiques sonores exceptionnelles, des exemples uniques de la très haute maîtrise atteinte par la lutherie de Brescia dans l'Europe de cette époque. En raison de leur son et de leur beauté exceptionnels, les exemplaires de Gasparo sont fréquemment imités dans les meilleures copies commerciales modernes. Ces hommages modernes à Gasparo ne sont eux-mêmes que les derniers arrivés dans ce qui est devenu une longue et prestigieuse tradition de copie et d'imitation de l'œuvre des grands maîtres. L'analyse par Charles Beare des meilleures œuvres de la dernière période de Guarnerius del Gesù, dont le célèbre violon Vieuxtemps de 1741, semble démontrer que Guarneri copiait très strictement la courbure utilisée par Gasparo, qui a aidé à développer un instrument de caractère moderne, avec un son très riche et une très grande puissance.
Les virtuoses ont également reconnu depuis longtemps les qualités exceptionnelles des violons de Gasparo. En 1841, le virtuose norvégien Ole Bull a acheté un da Salò fait à l'origine en 1570 pour l'archiduc Ferdinand II, archiduc d'Autriche et l'a utilisé en tournée avec un magnifique Guarnerius del Gesù et un grand modèle de Niccolò Amati, pendant près de quarante années d'improvisations fougueuses et de récitals. En outre, les meilleurs des altos et contrebasses de Gasparo sont utilisés par certains artistes internationaux aujourd'hui au lieu de modèles comparables réalisés par Stradivarius. Les raisons invoquées ont tendance à être la tonalité pleine, « sombre » et pénétrante, la réponse rapide, et la grande puissance et projection des instruments de Gasparo.